# Latvia International 2022
Die Latvia International 2022 im Badminton fanden vom 31. August bis zum 4. September 2022 in Jelgava statt.

## Sieger und Platzierte
| Disziplin    | Gold                            | Silber                            | Bronze                                    |
| ------------ | ------------------------------- | --------------------------------- | ----------------------------------------- |
| Herreneinzel | Christopher Vittoriani          | Tsai Cheng-han                    | Lim Shun Tian                             |
| Herreneinzel | Christopher Vittoriani          | Tsai Cheng-han                    | Nguyễn Hải Đăng                           |
| Dameneinzel  | Wang Pei-yu                     | Anna Tatranova                    | Dounia Pelupessy                          |
| Dameneinzel  | Wang Pei-yu                     | Anna Tatranova                    | Vũ Thị Anh Thư                            |
| Herrendoppel | Lai Po-yu Tsai Fu-cheng         | Michał Sobolewski Adam Szolc      | Miłosz Bochat Szymon Ślepecki             |
| Herrendoppel | Lai Po-yu Tsai Fu-cheng         | Michał Sobolewski Adam Szolc      | Paak Shing Raymond Chong Paak Yee Chong   |
| Damendoppel  | Kati-Kreet Marran Helina Rüütel | Dominika Kwasnik Kornelia Marczak | Paulina Hankiewicz Magdalena Świerczyńska |
| Damendoppel  | Kati-Kreet Marran Helina Rüütel | Dominika Kwasnik Kornelia Marczak | Lee Yu-hsuan Wang Pei-yu                  |
| Mixed        | Emil Lauritzen Signe Schulz     | Enogat Roy Anna Tatranova         | Kristjan Kaljurand Helina Rüütel          |
| Mixed        | Emil Lauritzen Signe Schulz     | Enogat Roy Anna Tatranova         | Szymon Ślepecki Dominika Kwasnik          |